# 扎里 (普季夫利區)
51°15′31″N 33°58′19″E / 51.25861°N 33.97194°E
扎里（烏克蘭語：Жари）是位於烏克蘭東北部的村莊，由蘇梅州科諾托普區的新斯洛博達市鎮負責管轄。該村距離比洛加利齊亞和切爾沃涅奧濟羅1.5公里，海拔高度133米，2001年人口35。